# II. Tevodrosz etióp császár
II. Tevodrosz (Giz írással: ዳግማዊ ቴዎድሮስ,1818 körül – 1868. április 13, a brit diplomáciában egyszerűen "Theodore" néven nevezték) Etiópia császára volt 1855-től 1868-ban bekövetkezett haláláig.
Uralkodását gyakran a modern Etióp történelem kezdetének tekintik, és véget vetett a Zemene Meszafint ("a hercegek kora") zűrzavaros időszakának.
Bár II. Tevodrosz a hercegek korában született, egy olyan korban, amikor igazából nem létezett központi hatalom az etióp császárságban, törekvései nem a helyi nemességet szolgálták. Az etióp állam egységének helyreállítására, valamint a közigazgatás és az egyház megreformálására törekedett.
II. Tevodrosz első feladata a többi tartomány egyesítése után az volt, hogy az irányítása alá vonja Soát. A hercegek korában Soa a többi tartományhoz képest is jobban függetlenné vált, uralkodója királynak (négus) nevezte magát. A tartomány leigázása során Tevodrosz magával vitt egy soai herceget, Szahle Mariam-ot, akit saját fiaként nevelt fel, és aki később maga is császár (vagy Atse) lett, II. Menelik néven. A soa ellen folytatott harc sikereinek dacára Tevodrosznak a modernizációnak ellenálló nemesek folyamatos lázadásaival kellett szembenéznie más területeken. Végül öngyilkos lett a magdalai csatában, az abesszíniai brit expedíció során.
Uralkodásának első hat évében az új császárnak sikerült levernie a felkeléseket, és a birodalomban 1861 és 1863 között viszonylag békés volt a helyzet, de a különböző helyi ellenállások leküzdéséhez szükséges erőforrások, pénz és munkaerő korlátozta Tevodrosz egyéb tevékenységeinek mozgásterét. Soha nem tudta megvalósítani álmát az erős császári hatalom visszaállításáról, bár számos fontos kezdeti lépést tett. Arra törekedett, hogy érvényesítse azt az elvet, miszerint a kormányzóknak és a bíráknak csupán fizetett tisztviselőknek kell lenniük a birodalomban. Hivatásos állandó hadsereget is létrehozott ahelyett, hogy a helyi uraktól függött volna, hogy katonákat adjanak hadjárataihoz. A császár hatalmas könyvtárat hozott létre ősi etióp kéziratok összegyűjtésével, valamint az adózást is rögzíttette. Központosított politikai rendszert hozott létre a megfelelő közigazgatási körzetekkel. Az etióp ortodox egyházat is meg akarta reformálni, de erős ellenállásba ütközött, amikor megpróbált adót kivetni az egyházi földekre, hogy ezzel segítse a kormányzat finanszírozását. A császár az egyházi földek elkobzásával ellenségeket szerzett magának az egyházban és egyre kevesebben támogatták. Tevodrosz tehetséges harcos, viszont rossz uralkodó volt.

## Életrajza
Tevodrosz 1818-ban született, eredeti neve Kassza Hajlu volt. Nem volt előkelő származású, mint megannyi elődje és utódja a császári trónon. Apja Hajlu Volde Giorgisz, egy kis tartomány, Qwara kormányzója volt a szudáni határ mentén. Anyja, Attetegab és apja nem kötöttek egyházi házasságot (Attetegab valójában Hajlu ágyasa volt), így az etióp törvények lehetővé tették, hogy a kormányzó elbocsássa feleségét és fiát. Anyja ekkor a birodalom fővárosába, Gondarba költözött, ahol kószó (hashajtó növény) árusításából tartotta el magát és gyermekét.
Idővel Qwara új kormányzót kapott dedzsazmacs Kinfu (a későbbi IV. Johannész császár féltestvére) személyében, aki udvarába vette a gyermek Kasszát. Itteni neveltetése később meghatározó szerepet játszott uralkodásában. 1839-ben azonban Kinfu meghalt, így a 21 éves Kasszának ismét mennie kellett. Tizenkét társával ekkor a sifták népes táborát gyarapította.
A sifták ekkor már régóta jelen voltak Etiópia történetében. Hasonló szerepet játszottak, mint Magyarországon az útonálló betyárok: az utakon közlekedő utazókat és kereskedőket fosztogatták. A 18–19. században, különösen az úgynevezett. ‘Zemene Meszafint’, vagyis a hercegek kora alatt, amikor a központi császári hatalom úgyszólván nem létezett, különösen felszökött a sifták száma. A sorozatos polgárháborúk és az ezekkel járó járványok és éhínségek nyomán ezrek adták fel hagyományos földművelő életformájukat, és álltak rablónak.
A fiatal Kassza Hajlu csapata, talán tehetséges vezetésének köszönhetően, hamarosan elérte a 300 főt. Nem csupán fosztogatásból, hanem rabszolgakereskedelemből is éltek (a kettő feltehetően össze is fonódott időnként). Tevékenységük idővel olyan méreteket öltött, hogy az már veszélybe sodorta Gondar, a birodalmi központ távolsági kereskedelmét is.
Kassza 1847-re annyira megerősödött, hogy merész elhatározással Gondar ellen vonult, és megverte III. Johannész császárt, majd elfoglalta a várost. Ennél többet azonban ekkor még nem mert tenni, hanem megelégedett azzal, hogy kényszerítette Johanniszt, nevezze ki Qwara kormányzójává. Kassza ekkortól dedzsazmacs, azaz igen magas rangú főúr, de ennél is fontosabb, hogy hatalmát ekkortól a császár jóváhagyásával gyakorolta. Néhány évig hűséges is maradt Gondarhoz.
Miután Qwara határtartomány volt, Kasza hamar összeütközésbe került a szudáni határ túloldalának uraival, az egyiptomiakkal. Egyiptom ugyanis 1821-ben elfoglalta a Fundzs Birodalom fővárosát, Szennárt, így Etiópia és Egyiptom határos lett egymással. A modern Egyiptom megteremtője, Mohamed Ali, majd utódai egy hatalmas közel-keleti birodalom megteremtését tűzték ki célul, amely terveik szerint Szíriától Arábián át Szomáliáig egyesítette volna a térség muszlim népeit. Amikor az európai hatalmak nyilvánvalóvá tették, hogy Alinak Kisázsiában semmi keresnivalója nincs, Egyiptom ura déli expanzióba kezdett. Ali utódainak is ez maradt az egyik külpolitikai irányelve, ami nyilvánvalóan nagy kihívást jelentett Etiópia számára. Az egyiptomi határőr csapatok állandó fenyegetést jelentettek a határmenti etióp területekre, és hamarosan el is foglalták Matammát (arab neve Gallabat), az ősi határvárost. 1848-ban Kassza feldúlta a várost, majd az egykori fundzs főváros, Szennár ellen vonult, hogy kiűzze onnan az egyiptomiakat. (A trónfosztott fundzs hercegek Etiópiába menekültek és Kassza szolgálatába álltak.) 16000 emberével azonban megszégyenítő vereséget szenvedett feleannyi egyiptomitól Dabarki-nál. A vereség oka az egyiptomiak modern európai fegyverzetében rejlett, míg Kasszának egyáltalán nem voltak ágyúi.
A dabarki-i vereséget általában olyan meghatározó eseményként tartják számon, amikor Kassza rádöbbent Etiópia elmaradottságára, különösen haditechnikai tekintetben. Talán valóban ez volt az a meghatározó élmény, amelynek nyomán egész életét Etiópia modernizálására tette fel. Tudta azt is, hogy a modernizáció és a külső fenyegetés elhárítása érdekében a birodalom újbóli egyesítése nem tűr halasztást. Ugyanakkor Kaszában is élt az etiópok évszázados gyűlölete a muszlim egyiptomiakkal szemben (az etióp szóhasználatban az egyiptomiakat még sokáig törököknek nevezték, hiszen Egyiptom hivatalosan 1919-ig az Oszmán Birodalom része volt). Ismét feléledt az etióp középkor „keresztes” eszménye, hogy Etiópia, lehetőleg az európai „keresztény testvérek” közreműködésével űzze ki a „hitetleneket” Jeruzsálemből.

## Etiópia elindul az egység felé
Mindazonáltal a dabarki-i vereség komoly érvágást jelenthetett Kassza számára, hiszen csak négy évvel később kezdte meg azt a komoly háborúsorozatot, amelynek tetőpontján csaknem az egész birodalmat a kezében tudhatta. Az alábbiakban ennek csak tömör összefoglalását adjuk.
1852-ben a gur-amba-i csatában legyőzi Godzsam tartomány urát. 1853. április 12-én Takuszánál győzelmet arat Volló, Jeddzsu, Tigré és Godzsam tartományok egyesült seregein! Mintegy két és fél hónappal később, június 29-én Ayshalnál megveri legerősebb ellenfelét, rasz Alit, akinek seregében pedig Kassza ellen vonult fel a félelmetes oromó lovasság. Az ayshali győzelem jelenti a kaotikus ‘zamana meszafint’ korszak végét, bár még hátra volt egy nagy ellenfél, dedzsazmacs Vebe, Szimén tartomány kormányzója. Őt csak 1855. február 8-án, a darasge-i csatában győzte le.
A fenti részben valóban csak a legfontosabb csatákat említettük. Ezek nyomán Kassza kezébe került az akkori Etiópia mintegy háromnegyed része, a birodalom legősibb területei. Az uralma alatt lévő területek (de a birodalom más részei is) még afrikai mértékkel mérve is súlyosan elmaradottak voltak. Kassza ekkor 37 éves volt, ereje teljében lévő férfi, aki úgy érezhette, itt az idő, hogy megtegye a tervei megvalósítása felé vezető legfontosabb lépést: 1855 februárjában Darasge templomában Etiópia császárává koronáztatta magát II. Tevodrosz néven.
E névválasztás korántsem véletlen. I. Tevodrosz 1412-1413 között, igen rövid ideig uralkodott, de kérészéletű császársága mély nyomokat hagyott az etióp nép emlékezetében, akárcsak Mátyás királyé Magyarországon. A népi hiedelem azt tartotta, hogy Tevodrosz egyszer majd visszatér, és igazságot oszt az elnyomottaknak. A 15. század egyébként is Etiópia aranykora volt, a kulturális élet és a gazdasági prosperitás tekintetében egyaránt. Kassza névválasztása tehát nagyon is tudatos volt, de az elvárásoknak csak részben tudott megfelelni. Ennek oka talán úgy foglalható össze a legegyszerűbben, hogy felismerte a modernizáció és a reformok szükségességét, de ezt túl gyorsan és túl erőszakosan akarta megvalósítani. Céljai nemesek voltak, és ő valóban úgy gondolta, hogy ezek szentesítik nem ritkán brutális eszközeit.

## Tevodrosz, a császár
Császárrá koronázása után azonnal folytatta birodalomegyesítő hadjáratait. 1855 márciusa és szeptembere között nagy hadjáratban leigázta Vollót, és szeptember 12-én bevonult a tartomány fővárosába, Makdalába. A várost székhelyéül választotta, szakítva az évszázados hagyománnyal, hogy Gondarban rendezze be a birodalom központját. (Gondar a 17. század elejétől volt Etiópia fővárosa.)
Még augusztusban kiadta híres dekrétumát Amba Csarában, hogy mindenki térjen vissza eredeti foglalkozásához. Ez a felhívás elsősorban a siftáknak szólt, akik amnesztiát kaptak arra az esetre, ha visszatérnek falvaikba és felhagynak a rabló életmóddal. Ezután azonnal Soa ellen vonult, amely akkor a birodalom déli részét alkotta. Soa addig viszonylag békés területnek számított, amelyet nemigen érintettek a fejedelmi csatározások, és így a termelőmunka is zavartalan maradt. Emiatt a külföldi kereskedők is kezdték előnyben részesíteni a birodalom siftáktól hemzsegő északi részeivel szemben. Soa egyes részei harc nélkül kerültek Tevodrosz kezébe. Ennek oka, hogy a soai király, Hajla-Malakot szimpatizált a birodalomegyesítő törekvésekkel (Soa mindvégig az etióp felvilágosodás fellegvára), és csak konzervatívabb családtagjai unszolására volt hajlandó a megkoronázott császár ellen felvenni a harcot. Tevodrosz azonban őt is legyőzte (bár Hajla-Malakot egyes szerzők szerint maláriában halt meg). Jellemző momentum, hogy Tevodrosz elzarándokolt az elhunyt soai uralkodó sírjához, hogy ott tiszteletét tegye, majd Soa kormányzójává nevezte ki annak kisebbik fiát, Hajla-Mikaelt. Az idősebb fiú, Menelik, Soa törvényes örököse ugyanis elmenekült. Tevodrosz kettős személyiségére jellemző, hogy kijelentette: fiának tekinti a szökevényt. S valóban, amikor nem sokkal később elfogatta, nem ölette meg, hanem Makdalába vitette, s ott fejedelmi körülmények között tartotta fogva.

## Kulturális örökség
Tevodrosz uralkodását általában úgy tartják számon, mint modernizációval való védekezést a külső fenyegetés ellen. Ebben van is némi igazság, azonban már most nem árt rámutatni arra a tényre, hogy kísérlete végeredményben elbukott. Uralkodása gyakorlati eredményeiből halála évére (1868) alig maradt valami. S mégis: halála után Etiópia már nem volt ugyanaz, mint 1855 előtt. Ebben – úgy véljük – mindenekelőtt annak a hatásnak volt szerepe, amit Tevodrosz az etióp emberek mentalitására gyakorolt.
A számos lehetséges példa közül álljon itt csak néhány. Az oromók, akik a 16. századtól, dél felől kezdtek beszivárogni a birodalomba, s lassan beépültek annak társadalmába, elterjesztették a félmeztelenség divatját. Tevodrosz a jelek szerint sikerrel szabott új irányt e „divatnak” azzal, hogy rávette alattvalóit, öltözködjenek ősi etióp hagyomány szerint, és ne hagyják fedetlenül felsőtestüket.
Megpróbált szakítani azzal a hagyománnyal is, hogy az uralkodó csupán szóban adja ki rendelkezéseit. Bár ebben sem aratott teljes sikert, mégis ő az első, akinek írott parancsait ismerjük. (Ezekből igen kevés maradt fenn.)
Tevodrosz elvitathatatlan érdeme, hogy a makdalai Medhane Alem templomban hatalmas kézirattárat hozott létre ősi etióp iratokból. Ezek a jórészt állatbőrökre írt tekercsek ma is gazdag írott forrásai az etióp történelemnek.
Minden bizonnyal Tevodrosz az is, aki államnyelvvé tette az amhara nyelvet. Addig ugyanis nem csupán az egyház nyelve volt a giz (az etióp sémi nyelvek őse), hanem a királyi krónikákat is ezen a nyelven írták. Tevodrosz azonban amharául íratta a sajátját. Emellett elkészíttette Máté és Márk evangéliumának amhara fordítását is. (Ez a klérusban nem aratott osztatlan sikert, abuna Szalama ugyanis kijelentette, hogy a Szentírás csak giz nyelven autentikus az etiópok számára.)
Tevodrosz volt az első császár, aki kísérletet tett a rabszolgakereskedelem visszaszorítására, még 1854-ben kelt rendeletével. E tekintetben több tényezőt kell figyelembe venni. Mindenekelőtt nem árt emlékeztetni arra, hogy Tevodrosz keresztény uralkodó volt, aki ezért nem tűrte, hogy keresztények rabszolgasorban éljenek. Ezt a Fatha Nagaszt, a ‘Királyok Törvénye’ (a hagyományos etióp büntető törvénykönyv) is tiltotta. Tevodrosz azonban uralkodásának nagy részében nem volt abban a helyzetben, hogy e rendeletének érvényt szerezzen, pedig a keresztény emberrel való kereskedést a jobb kéz és a bal láb levágásával büntették. Talán éppen ezért megpróbált jó példát mutatni, és előfordult, hogy muszlim kereskedőktől saját pénzén vásárolt keresztény rabszolgákat és felszabadította őket. Később, belátva, hogy rendelete nem felel meg az akkori etiópiai társadalmi viszonyoknak (a házi rabszolgaság gazdasági szerepe ekkor még jelentős volt), visszavonta azt. Továbbra is javasolta azonban, hogy a rabszolgákkal mindenki irgalmasan bánjon. Meg kell említeni, hogy Etiópiában (és általában Afrikában) a rabszolgaság sohasem volt az az embertelen és kegyetlen termelési mód, mint mondjuk az ókori Rómában, vagy az újkori Amerikában. A rabszolgák szinte családtagnak számítottak, és semmivel sem végeztek nehezebb munkát, mint tulajdonosaik.
Tevodrosz rabszolgakereskedelem-ellenes intézkedéseiben szerepet játszhatott a külső fenyegetés is. Uralkodásának idején ugyanis már világméreteket öltött az abolicionizmus (a rabszolga-felszabadító mozgalom), és Egyiptom gyakran abolicionista érvekkel legitimálta afrikai terjeszkedését az európai hatalmak előtt (pl. Samuel Baker és magyar feleségének, Sass Flórának szudáni expedíciója 1861–1864 között).

## A hadsereg átalakítása
Tevodrosz reformjai nem voltak tervszerűek, ezt nem tették lehetővé a körülmények, de talán a szándék is hiányzott ehhez. Láttuk, hogy uralmának csúcspontján, az 1850-es évek végétől gyakorlatilag az akkori Etiópia egésze a kezében volt. Hatalmának megszilárdítása érdekében nem elégedhetett meg a korábbi etióp katonai rendszerrel, amely gyakorlatilag banderiális alapokon állt, vagyis a hűbéri láncnak megfelelően a helyi elemek alkottak kisebb-nagyobb csapatokat. Ez nyilvánvalóan nem felelt meg Tevodrosznak, hiszen mindenütt helyi ellenállással, vagy legalábbis annak lehetőségével kellett számolnia. Így a tartományokat katonai körzetekre osztotta fel, azok élére pedig parancsnokokat állított újonnan kreált rangokkal (bevezette a korábban ismeretlen ‘tizedes’, ‘százados’, stb. rangnak megfelelő tisztségeket). Ezzel új katona-nemesi réteget hozott létre, amely természetesen hamarosan konfliktusba került a terület hagyományos előkelőivel.
Ennél is fontosabb újítása volt, hogy megkísérelte hadseregét fizetett zsoldos sereggé formálni, mindenekelőtt azért, hogy megszűnjön a parasztok kifosztása 1-1 hadjárat alkalmával. A katonáknak fizetniük kellett a táborokban osztott élelemért, a táborok ellátására pedig Tevodrosz a nagyobb helyeken (pl. Debre Tabor, Makdala, Zebit) hatalmas gabonaraktárakat hozatott létre. Előfordult, hogy 1-1 hadjárat alkalmával külön őrséget állított a helyi parasztság védelmére, de a rekvirálásokat így sem nem tudta megszüntetni és előfordult, hogy a katonák akár az állatok egyötödét elhajtották.
Bár csak terv maradt, mindenképp említést kell tennünk arról, hogy úthálózat kiépítését is tervezte, az első lépcsőben Debre Tabor–Gondar–Godzsam–Makdala vonalon. Ebből, uralkodása utolsó napjaiban csak a Debre Tabor–Makdala út készült el. Az útépítést elsősorban a hadsereg gyorsabb közlekedése motiválta (különösen az újonnan készített ágyúk könnyebb vontatása miatt), de nyilvánvaló, hogy a kereskedelemnek és a hírközlésnek is hasznára vált volna. Talán nem érdektelen megemlíteni az útépítés hihetetlen nehézségeit. Minthogy Etiópia nagy része mély szakadékokkal szabdalt magas fennsík, egy-egy út megépítése embertelen erőfeszítéseket igényelt gépek nélkül, pusztán emberi és állati erővel. Az esős évszak romboló hatása miatt nem volt elegendő pusztán utat építeni, azt védművekkel meg kellett védeni a földcsuszamlásoktól is.
Tevodrosz hadserege hatalmának tetőpontján, vagyis a megkoronázását követő néhány évben elérte a 150000 főt. A katonai egységeket nem törzsi alapon szervezte meg (ami a banderiális jelleg következménye volt), hanem szándékosan különböző törzseket kevert össze. Makdalai főhadiszállásának fegyverzetéről pontos kimutatás maradt ránk (az első ilyen Etiópiában). E szerint az erődben 28 ágyú, 9 mozsárágyú, több mint 11000 puska, 875 pisztoly és 481 bajonett volt.

## Tevodrosz, az Egyház és a földkérdés
Tevodroszt még császárrá sem koronázták, amikor 1854-ben kérésére az akkori etióp abun (az etióp ortodox egyház vezetője – a szót személynév előtt abuna formában kell használni[forrás?]), Abbá Szalamá Gondarba ment, és kinyilvánította, hogy segíteni szándékozik a birodalom egyesítését. Még annak az évnek a júliusában a majdani császár, Kassza és Szalamá egyházi zsinatot hívott össze Amba Charába, ahol az Etióp Ortodox Egyház hívei számára kötelezővé tették Krisztus háromszori születésének tanát (szoszt lidot), azzal a szándékkal, hogy véget vessenek a vallási vitáknak, és egységessé tegyék az egyházat. Az etiópiai ortodox egyház pontos megnevezése ettől kezdve (máig): Etiópia egységes ortodox egyháza (azaz tewahido[forrás?]). A háromszori születés tana némi magyarázatra szorul. Bár az etióp egyház történetét is végigkísérik az eretnek- és más vallási reformmozgalmak, igazán komolyra csak akkor fordult a dolog, amikor egyre szélesebb tömegek kezdték vallani az un. „kétszeri születés” (hulet lidot) tanát. A háromszori születés-tan szerint Jézus Krisztus misztikus értelemben háromszor született meg:
- (1) amikor Mária megszülte
- (2) amikor Keresztelő Szent János megkeresztelte, majd
- (3) amikor a kereszten befejezte emberi életét és ismét Istenné lett.

Ezzel szemben a hulet lidot tanát vallók csak két születést ismertek el. Az amba chara-i zsinattal természetesen nem szűntek meg a vallási ellentétek.
Érdemes felfigyelni arra a tényre, hogy minderre még a darasge-i koronázás előtt került sor, majd 1854 végén éppen Abbá Szalamá koronázta Tevodroszt előbb királlyá, majd 1855-ben császárrá. Később ugyanis a császár és a főpap viszonya nem volt felhőtlen. Ekkor azonban az egyház számára még ígéretes lehetett annak lehetősége, hogy egy erős ember mellé és mögé állva nemcsak Etiópia egysége, hanem az egyházé is visszaállhat.
A klérusnak azonban csalódnia kellett. Tevodrosz ugyanis megkísérelte átalakítani a földbirtokrendszert azzal, hogy kijelentette, a föld legyen azé, akinek már apja is adománybirtokként művelte azt. E helyen nincs módunk részletezni a meglehetősen bonyolult tulajdonviszonyokat. Leegyszerűsítve a dolgot elég annyit mondanunk, hogy elméletileg minden föld vagy a császár (valójában a tartományurak), vagy az egyház kezében volt. Az egyház a földek egyharmadát birtokolta. Mindenki, akik rangban alattuk állt, a földet csak adományként (gult) birtokolta (és művelte vagy műveltette azt), de rendszerint csak saját élete időtartamára. Az örökletes bérlet létezett, de nem ez volt a jellemző. Tevodrosz tehát fent említett rendeletével egy széles, örökletes birtokos-bérlő réteget szeretett volna létrehozni. Ez persze az akkori társadalmi viszonyok között utópisztikus elképzelés volt, bár néhány helyen sikerült (Akele Guzay vidéke). A császár éppen ezért onnan szeretett volna földhöz jutni (hiszen hű katonáit meg kellett adományoznia), ahonnan a legkönnyebbnek vélte a szerzést: az egyháztól. A hagyomány szerint még a 13. században az egyház, hű szolgálataiért, a földek egyharmadát örök tulajdonba kapta, de még ez után is adományoztak a császárok földeket az egyháznak. Tevodrosz túlzottnak vélte ezt az arányt, és megkísérelte egyházi földekre is rátenni a kezét. Ez sem sikerült, nemcsak az egyház, hanem saját katonaságának ellenállása miatt sem, mert ezek túlzottan tisztelték a papságot ahhoz, hogy egyházi földekre telepedjenek.
Ugyanakkor Tevodrosz egyházellenes földreform-kísérlete egyben politikai harc is volt, hiszen központosító törekvései nem engedték meg, hogy rajta kívül más hatalom is legyen a birodalomban. Egyébként nemcsak az egyházi földek mértékét tartotta túlzottnak, hanem az egyházi személyek számát is. Igaz, mélységesen tisztelte a papokat (különösen a nehéz körülmények között élő alsópapságot), de a körülöttük nyüzsgő megannyi szerzetest és templomszolgát (debtera) léhűtő mihasznáknak tartotta.
Tevodrosz és abuna Szalamá kapcsolata egy balszerencsés félreértés nyomán végleg megromlott. Abbá Szalamá, aki hagyományosan egyiptomi származású volt, talán jobban felmérte a realitásokat, amikor az Etiópiába látogató Kirillosz alexandriai pátriárkával tervbe vették, hogy Tevodrosz részére, de annak tudta nélkül Egyiptom katonai támogatását kéri Etiópia számára az európai expanzió ellen. Tevodrosz azonban túlságosan bizalmatlan és gyanakvó volt, így amikor a terv 1857-ben kitudódott, mindkettőjüket börtönbe vetette.

## Tevodrosz és a külföldiek
Tevodrosz diplomáciája uralkodásának legizgalmasabb fejezete. Már volt róla szó, hogy vágyai szerint szívélyes kapcsolatot szeretett volna kialakítani az európai hatalmakkal, hogy közösen léphessenek fel a muszlimok ellen. Ugyanakkor tisztában volt az európai gyarmatosítás veszélyeivel is. „Ismerem az európai kormányok taktikáját. Ha le akarnak igázni egy keleti országot, először misszionáriusokat küldenek oda. Aztán konzulokat küldenek a misszionáriusok támogatására, végül hadsereget küldenek a konzulok támogatására.” – mondta egyszer. A krími háború (1853-1856) nagy hatást gyakorolt külpolitikai gondolkodására. Látnia kellett ugyanis, hogy a „keresztény” európai hatalmak a muszlim Oszmán Birodalommal karöltve győzték le az ortodox keresztény Oroszországot. Alighanem ekkor döbbent rá igazán, hogy „keresztes” álmai valóban álmok csupán.
Tevodrosz tisztában volt azzal, hogy mind az egyiptomi, mind az európai terjeszkedés ellen rohamos mértékben kell fejlesztenie fegyverzetét, birodalma védelmi képességeit. Ezért diplomáciai erőfeszítései elsősorban modern európai fegyverek szerzését célozták. Külkapcsolatait főleg Angliával építette ki, de emellett érintkezésbe lépett Franciaországgal, Poroszországgal és Oroszországgal is.
Diplomáciájának építéséhez az európai protestáns misszionáriusokat használta fel. A katolikusokkal szemben akárcsak elődei, ő is bizalmatlan volt. Ezért még 1854-ben kiutasította a birodalomból Giustino De Jacobist, a gondari katolikus misszió vezetőjét.
A katolikus és a protestáns missziók közti különbség durva megközelítéssel az volt, hogy míg a katolikusok az áttérést részesítették előnyben, addig a protestánsok az Ortodox Egyház belső átalakulását sürgették. A protestánsok azzal is megnyerték Tevodrosz bizalmát, hogy hajlandónak mutatkoztak mesterségek oktatására, ráadásul némelyek közülük etióp feleséget vettek el. Közöttük markáns csoportot alkottak azok, akik a bázeli (Svájc) Saint Chriscona Intézetből jöttek.
Tevodrosz egyik legközelebbi munkatársa az angol John Bell volt, egyike azon keveseknek, akiket az uralkodó barátságába fogadott. Bell az 1840-es évek elején érkezett Etiópiába és legfontosabb feladata az etióp hadsereg tisztjeinek kiképzése lett. Tevodrosz másik európai barátja az a Walter Plowden volt, aki 1848-tól az első brit konzulként tevékenykedett Etiópiában (bár Tevodrosz megtiltotta, hogy konzuli címet viseljen). 1860-ban azonban a császár unokaöccse, aki gyűlölte a külföldieket, mindkettőjüket meggyilkolta. A Plowden helyére érkező új brit konzul, Cameron (1862-től) egyértelműen ellenséges volt Tevodrosszal szemben, és az egyiptomi érdekeket képviselte. Valószínűleg nem is tehetett mást, mert Londonból eleve ilyen értelmű utasítással látták el. Tevodrosz rövid távú külpolitikai célja ekkor tulajdonképpen az volt, hogy angol segítséggel kiűzze az egyiptomiakat Masszava vörös-tengeri kikötőjéből, és így Etiópia ismét tengeri kijárathoz jusson. Csakhogy ez ellenkezett az európai diplomáciai érdekekkel. 1859-től ugyanis megkezdődött a Szuezi csatorna építése, így elemi európai érdek volt, hogy a Vörös-tenger partvidékén ne emelkedhessen fel semmiféle regionális hatalom. Ily módon érthető, hogy Tevodrosz leveleire Viktória angol királynő, még csak nem is válaszolt. Azonban érthető az etióp uralkodó reakciója is: sértődöttségében és dühében bebörtönöztette a brit konzult.

## Gafat
Tevodrosz jól látta azt is, hogy mindent nem lehet vásárlással megszerezni, ezért meg kell teremtenie az etiópiai ipar alapjait. E célból nem messze Debre Tabortól, egy Gafat nevű faluban európai mestereket (többségük egyben hittérítő is volt) gyűjtött össze. A fentebb említett intézetből főként svájciak és németek jöttek, de volt a gafati iparosok között francia és az orosz hadseregből dezertált lengyel zsidó is. A műhelyeket vízi energiával látták el, és hamarosan jó minőségű acél előállítására voltak képesek. A fő cél az ágyúkészítés volt, amellyel 1861-ben próbálkoztak először, de ez csak két év múlva sikerült leírhatatlan szenvedések után. A misszionárius mesterek ugyanis hiába hivatkoztak arra, hogy nem az ágyúöntés a szakmájuk, Tevodrosz kérlelhetetlenül követelte, hogy minduntalan tovább próbálkozzanak, és amikor csak tehette, személyesen is felkereste a műhelyeket. A leghíresebb ágyú 1866-ban készült el, amelyet előbb „Bomba”, majd a krími háború nyomán „Szevasztopol” névre kereszteltek. Súlya hét tonna volt, alkalmanként ötszáz ember kellett mozgatásához.

## Tevodrosz bukása
Tevodrosz bukásának több oka is volt. A belső okok közül már említettük, hogy viszonya megromlott az egyházzal, márpedig egy egyházzal ellenséges uralkodónak nem lehetett tekintélye az országban. Emellett képtelen volt megakadályozni a tartományurak és a nép szövetkezését. Gyakorlatilag mindig csak ott és csak akkor volt uralkodó, ahol éppen ő és hadserege tartózkodott. Az 1860-as évek második felében folyamatosak voltak a lázadások. A folytonos belháborúk miatt a termelőmunka ismét akadozni kezdett, a pusztulás Bagemder tartományban volt a legnagyobb. Tevodrosz kénytelen volt Gondart két ízben is megostromolni (1864-ben és 1866-ban), aminek következtében a város teljesen elnéptelenedett. 1865 júliusában megszökött makdalai fogságából Soa törvényes örököse, Menelik. Tevodrosz mérgében több tucatnyi embert végeztetett ki. Máskor sem bírt gátat szabni dühének. 1867-ben például 800 ártatlan katonáját végeztette ki, pusztán azért, mert feltételezte, hogy dezertálni akarnak. A kivégzés egyik módja a bambuszrudakkal való agyonveretés volt. A dezertálás ugyanakkor valóban súlyos gondokat okozott. Egykor 150000 fős hadserege 1866 márciusára a felére apadt, egy év múlva pedig mindössze 6000 katonája lehetett.
A brit kormány 1867. július 26-án döntött úgy hosszas viták után, hogy az európai foglyokat fegyveres expedíció fogja kiszabadítani. Tevodrosz ugyanis nemcsak Cameron konzult tartotta fogva, hanem másokat is, például a Cameron kiszabadítására érkező brit küldöttet (Hormuzd Rassam), misszionáriusokat, sőt egy asszonyt és csecsemőkorú gyermekét is. Volt egy időszak, amikor London a foglyok szabadon engedéséért cserébe hajlandó lett volna fegyvereket eladni Tevodrosznak. Csakhogy az ekkor már nem uralta a tengerpart felé vezető vidéket.
A brit döntés értelmében az Indiában állomásozó Sir Robert Napier tábornok vezette a büntető expedíciót, részben brit, részben indiai katonákból álló hadserege élén. A mintegy 32000 főt számláló expedíció 1868 januárjában szállt partra Zulánál (Masszava közelében), majd azonnal Makdala felé vették útjukat. Óriási előnyt jelentett számukra, hogy ekkorra Tevodrosz gyakorlatilag csak Debre Tabort, Makdalát és a két várost összekötő utat tartotta a kezében. A tengerpartról Makdalába a brit expedíciónak Tigrén kellett keresztülhaladniuk, ahol Kasza Mercsa (a majdani IV. Johannész császár) látta el élelemmel a hadsereget. Napier ráadásul azzal is igyekezett megnyerni az etiópok bizalmát, hogy partraszállása után azonnal kijelentette, nem Etiópia, hanem Tevodrosz ellen érkezett.
A partraszállás híre Debre Taborban érte Tevodroszt, aki az újonnan elkészült ágyúkkal azonnal Makdalába szeretett volna sietni, de ebben megakadályozta, hogy ekkor még nem volt az ágyúk szállításához megfelelő út. Így ezt a munkát kapkodva, hirtelen kellett elvégezni. Emiatt történhetett, hogy Tevodrosz és a sokkal messzebbről induló Napier majdnem egyszerre érkeztek Makdala alá, ráadásul Napier is azt az utat használta, amelyet Tevodrosz épített.
Az egyetlen nagyobb csata Arogénál zajlott 1868. április 10-én hét órán keresztül. A brit seregből csak mintegy kétezer ember vett részt benne, de így fölényes győzelmet arattak. A csata után 700-800 etióp halott és 1500 sebesült maradt a csatatéren. Másnap reggel Tevodrosz követeket küldött Napierhoz, hogy a békefeltételekről tárgyaljanak (hiszen Makdalát még nem vették be a britek). Az brit hadvezér azonban feltétel nélküli megadást követelt, amit meghallva Tevodrosz öngyilkos akart lenni, de katonái megakadályozták ebben. Rendkívül érdekes, hogy ebben a kiélezett helyzetben az etióp haditanács az európai foglyok kivégzésére szavazott, Tevodrosz azonban nemcsak megkegyelmezett nekik, hanem egy részüket már ekkor Napier táborába küldte! Tevodrosz értelmezésében a háborúnak ezzel véget kellett volna érnie, hiszen ellenfele elérte amit akart. Ráadásul időközben beköszöntött a húsvét, és a vallásos Tevodrosz emiatt sem akart tovább harcolni. Április 12-én üzenetben kérte Napiert, hogy hadserege számára fogadjon el ezer marhát és félezer juhot. Egy tévedés folytán Tevodroszt úgy informálták, hogy Napier elfogadta az ajándékot azzal a feltétellel, ha az összes foglyot elengedi. Ezze szemben Napier valójában azt követelte, hogy Tevodrosz ne csak a foglyokat engedje el, hanem személyesen is adja fel magát. (Felmerül annak lehetősége is, hogy a közvetítők szándékos rosszindulatból tájékoztatták félre az uralkodót.) Mindenesetre Tevodrosz a kialakult helyzetet úgy értékelte, hogy az ellenségeskedéseknek vége. Így hát nemcsak az összes foglyot engedte Napier táborába távozni az ajándékkal együtt, hanem ágyúit is a raktárakba vitette. Napnyugta után értesült arról, hogy Napier nem fogadta el az állatokat. A kétségbeesett Tevodrosz tudta, hogy minden elveszett, és azt tervezte, hogy szülőföldjére, Qwarába menekül, végül azonban másképp döntött. Tisztjeit felmentette hűségesküjük alól, és lehetővé tette, hogy családtagjaik védelmére siessenek, hiszen arra számítottak, hogy Napier az ostrom után tovább folytatja a büntető expedíciót.
Napier április 13-án hajnalban megkezdte Makdala ostromát, amely csak pár órán át tartott. A Tevodrosz mellett mindvégig kitartó katonák többsége elesett, és a kilátástalan helyzetben Tevodrosz öngyilkos lett, állítólag egy olyan pisztollyal, amelyet annak idején Viktória királynőtől kapott ajándékba. A brit katonák a foglyul ejtett etióp harcosokat lefegyverezték, sokat kivégeztek. A várakozásokkal ellentétben azonban mégsem szállták meg végleg Etiópiát. Ennek több magyarázata is van. Mindenekelőtt Napiernak nem volt felhatalmazása további hadműveletekre. Talán ennél is lényegesebb, hogy a tábornoknak súlyos logisztikai problémákkal kellett szembenéznie. Nem tudhatta, hogy meddig tart szövetségesének, Kasza Mercsának a barátsága, miután legyőzte annak ellenfelét. Végül megkezdődött az esős évszak, amelynek átvészeléséhez Napiernak nem volt megfelelő felszerelése.
Így Napier hadseregével sürgősen elhagyta Etiópiát. Nem távozott üres kézzel. Magával vitte a Tevodrosz által létrehozott makdalai könyvtár állományának mintegy felét, közel 500 értékes kéziratot, amelyek ma is a British Museumban vannak.